# Kraft Nabisco Championship 2006
Het Kraft Nabisco Championship 2006 werd van 30 maart tot en met 2 april 2006 gehouden in Rancho Mirage, Californië (Verenigde Staten). Het was de eerste "major" van het seizoen op de LPGA Tour.
De Australische Karrie Webb haalde het op de eerste hole van een playoff van de Mexicaanse Lorena Ochoa. Derde werd de zestienjarige Michelle Wie, samen met Natalie Gulbis, met één slag meer dan Webb en Ochoa. Bij aanvang van de vierde en laatste ronde had Webb nog zeven slagen achterstand op Ochoa.
Het was de zevende overwinning in een "major" en de tweede in het Kraft Nabisco Championship voor de 31-jarige Karrie Webb, die alle majors reeds gewonnen had.

## Uitslag (par = 72)
| Plaats | Naam             | Nationaliteit | Ronde 1 | Ronde 2 | Ronde 3 | Ronde 4 | Totaal   |
| ------ | ---------------- | ------------- | ------- | ------- | ------- | ------- | -------- |
| 1      | Karrie Webb      | AUS           | 70      | 68      | 76      | 65      | 279 (-9) |
| 2      | Lorena Ochoa     | MEX           | 62      | 71      | 74      | 72      | 279      |
| 3      | Natalie Gulbis   | USA           | 73      | 71      | 68      | 68      | 280      |
|        | Michelle Wie     | USA           | 66      | 71      | 73      | 70      | 280      |
| 5      | Julie Inkster    | USA           | 69      | 73      | 74      | 68      | 284      |
| 6      | Annika Sörenstam | SWE           | 71      | 72      | 73      | 70      | 286      |
|        | Hee-Won Han      | KOR           | 75      | 72      | 68      | 71      | 286      |
| 8      | Brittany Lang    | USA           | 70      | 74      | 72      | 71      | 287      |
|        | Helen Alfredsson | SWE           | 70      | 72      | 72      | 73      | 287      |
|        | Shi Hyun Ahn     | KOR           | 70      | 71      | 71      | 75      | 287      |